# Neosybra costata
Neosybra costata är en skalbaggsart som först beskrevs av Masaki Matsushita 1933.  Neosybra costata ingår i släktet Neosybra och familjen långhorningar.
Artens utbredningsområde är Taiwan. Inga underarter finns listade i Catalogue of Life.